# Karlbergs BK

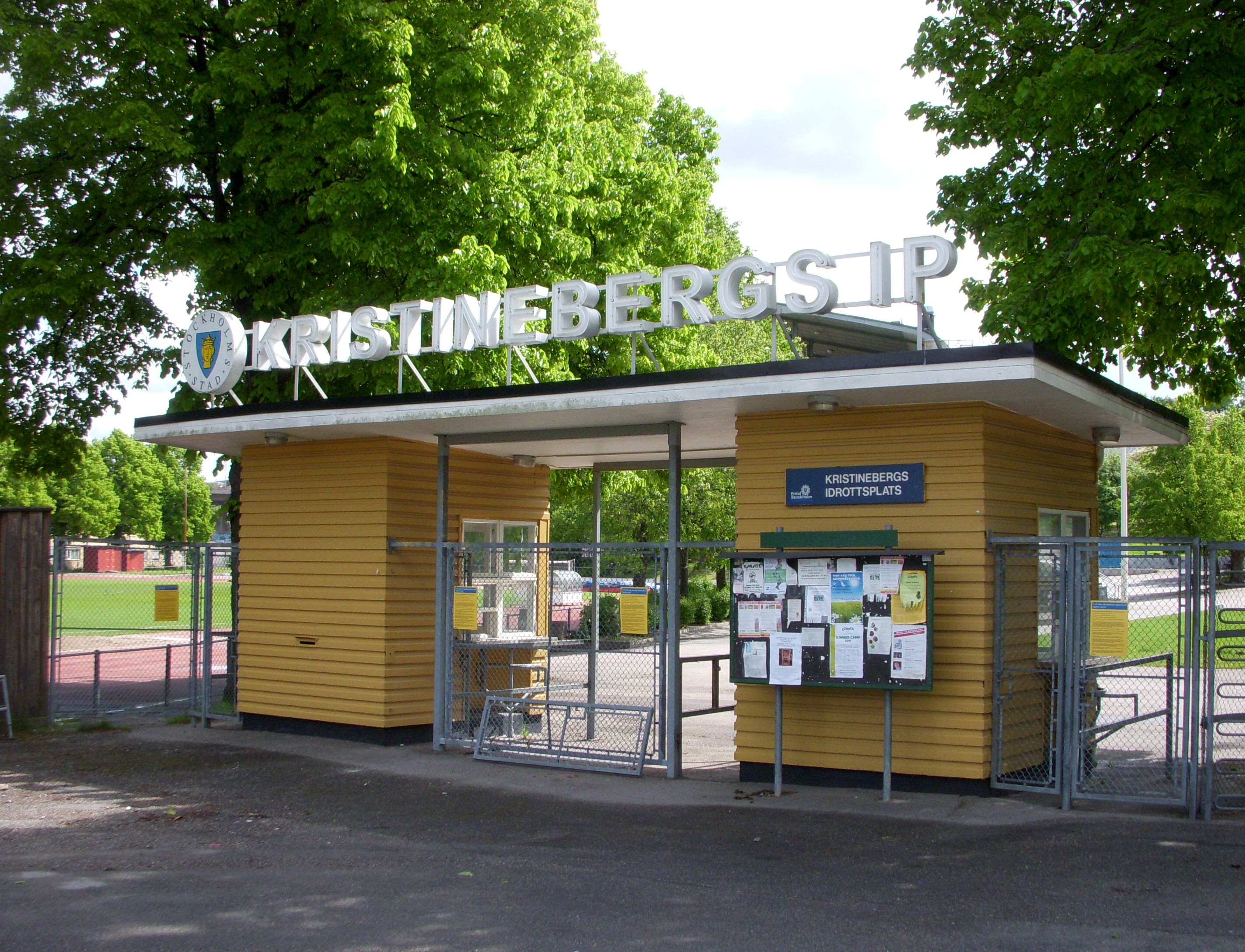
Hemmaarenan Kristinebergs IP på Kungsholmen

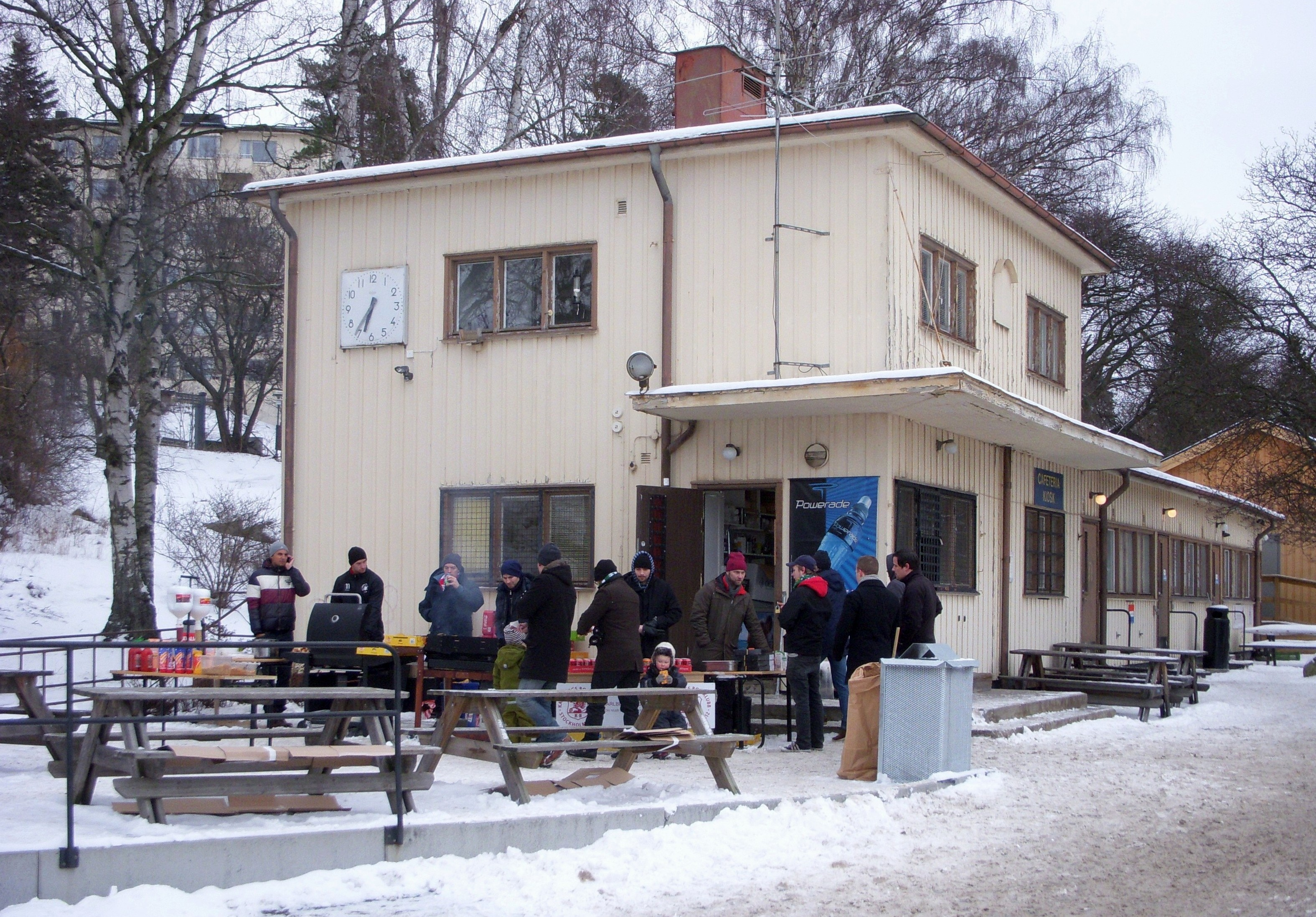
KB:s kansli- och kafébyggnad vid alternativa hemmaplanen Stadshagens IP

Karlbergs BK är en sportklubb verksam främst på Kungsholmen i Stockholm men med rötterna i Vasastan. Klubben bildades i Birkastan i västra Vasastan 15 maj 1912 vid Karlbergsvägen 74, som "Bollklubben 74:an" med Acke Hamberg som förste ordförande. Namnet ändrades sedan till "Widar". 1919 registrerades klubben som Karlbergs Bollklubb då namnet Widar redan var upptaget som registrerat namn på en annan klubb.
Klubben bedrev tidigare flera sporter men bedriver idag bara fotboll och innebandy. Karlbergs Bollklubb bedriver seniorverksamhet i båda idrotterna och är en av Sveriges större föreningar med cirka 1 700 ungdomsspelare 2025. Ordförande för Karlbergs BK är sedan 2018 Mattias Johansson.

## Fotboll
Fotbollsverksamheten var grunden för verksamheten vid föreningens bildande. Klubben gick in det nationella seriesystemet 1921. I slutet av 1920-talet värvades flera spelare till AIK varvid grundaren Acke Hamberg bildade föreningen AIK-hatets vänner med en spetsad råtta som symbol - en händelse som ses som en delförklaring till att smeknamnet Gnaget etablerades för AIK. I fotboll har klubbens herrseniorer som bäst spelat i Sveriges tredje högsta division, första gången 1956. Sedan 2024 spelar både Karlbergs herrseniorer och damseniorer i tredjedivisionen, Ettan Norra respektive Division 1 Norra.  
Förutom Karlbergs herrlag i den svenska tredjedivisionen Ettan Norra finns en satellitförening, tidigare 'Gamla Karlbergare' men nu namnändrat till 'BK Karlbergare', med främst äldre före detta spelare i A-laget i division 5. Hemmaplan för herrlaget är åter Kristinebergs IP efter att herrlaget i många säsonger spelat sina matcher på Stadshagens IP. Föreningen bedriver sin ungdomsverksamhet på Stadshagens IP och Kristinebergs IP på Kungsholmen samt på Johannes BP i Vasastan och på Essinge IP på Stora Essingen. Åren 2015-2016 tränades herrlaget av sportjournalisten Kalle Karlsson. I augusti 2015 värvade Karlbergs BK före detta proffsmålvakten Fernando Carrillo Iglesias, som spelat för Real Madrids U19-lag. Den 25 oktober 2015 säkrade Karlberg avancemang tillbaka till division 2 efter kvalseger över IFK Stockholm. Under 2016 gjorde Karlbergs BK flera uppmärksammade värvningar av unga talanger från de större Stockholmsklubbarna. Från Djurgårdens IF lånades försvararen Michael Jahn. William Sheriff värvades från AIK och från IK Sirius anslöt Alexander Hedman. 2016 slutade KB tvåa i division 2 norra Svealand, det bästa resultatet av en innerstadsklubb i modern tid, och fick kvala till division 1. KB föll i det sista kvalet mot IFK Luleå efter 0–2-förlust i det avgörande mötet i Arcushallen. Det första mötet (2–2) blev känt över hela fotbolls-Sverige som "kvalvaka-matchen” då lagen tvingades göra avspark 00.20 på natten på Bosön då Luleås spelarbuss fastnat i trafiken i fem timmar. Till och med svenska landslagsspelare som Oscar Wendt, Pontus Jansson och John Guidetti hade engagerat sig i dramat. 
Efter säsongen lämnade Kalle Karlsson tränarposten. Tidigare AIK- och Djurgården-spelaren Pierre Gallo tog över som tränare inför säsongen 2017. KB slutade på femte plats i division 2 Norra Svealand 2017 med 36 poäng. I slutet av säsongen stod det klart att Kalle Karlsson återvänder för att bli ny huvudtränare. I augusti 2018 satte Karlbergs BK nytt publikrekord i modern tid när 867 åskådare såg Svenska cupen-kvalet mot allsvenska Dalkurd FF på Kristinebergs IP. Matchen slutade 1–2 efter förlängning. Den 20 oktober, i sista omgången av division 2 norra Svealand, säkrades på nytt kval till division 1 efter seger hemma mot BKV Norrtälje med 1–0. Säsongen 2019 slutade med ny andraplats i division 2 norra Svealand och tredje kvalplatsen till division 1 på fyra år. I november 2019 presenterades blott 24-årige Douglas Jacobsen som ny huvudtränare. Säsongen 2020 toppade Karlberg återigen serien inledningsvis efter fem raka segrar, men slutade på en femteplats i division 2 norra Svealand efter att ha avslutat svagt (seriespelet spelades med enkelmöten på grund av covid-19). 2021 slutade klubben tvåa i sin serie, men den säsongen spelades det inget uppflyttningskval p.g.a. Covid-19-pandemin. Säsongen 2023 blev det till slut serieseger i division 2 och uppflyttning till Ettan.
Säsongen 2024 slutade nykomlingen KB:s herrar på en sjundeplats i Ettan Norra.  KB lyckades även avancera till gruppspelet i Svenska Cupen i fotboll genom att besegra Östersunds FK på hemmaplan. Damseniorerna slutade nia med säkrat kontrakt i Division 1 Norra. 

### Säsonger
| Säsong | Nivå   | Division   | Sektion        | Placering | Upp- eller nedflyttning                                     |
| ------ | ------ | ---------- | -------------- | --------- | ----------------------------------------------------------- |
| 2010   | Nivå 5 | Division 3 | Norra Svealand | 4         |                                                             |
| 2011   | Nivå 5 | Division 3 | Norra Svealand | 1         | Uppflyttning                                                |
| 2012   | Nivå 4 | Division 2 | Norra Svealand | 4         |                                                             |
| 2013   | Nivå 4 | Division 2 | Norra Svealand | 9         |                                                             |
| 2014   | Nivå 4 | Division 2 | Norra Svealand | 13        | Nedflyttning                                                |
| 2015   | Nivå 5 | Division 3 | Östra Svealand | 2         | Kvalspel för uppflyttning - Uppflyttning                    |
| 2016   | Nivå 4 | Division 2 | Norra Svealand | 2         | Kvalspel för uppflyttning - Ej uppflyttning                 |
| 2017   | Nivå 4 | Division 2 | Norra Svealand | 5         |                                                             |
| 2018   | Nivå 4 | Division 2 | Norra Svealand | 2         | Kvalspel för uppflyttning - Ej uppflyttning                 |
| 2019   | Nivå 4 | Division 2 | Norra Svealand | 2         | Kvalspel för uppflyttning - Ej uppflyttning                 |
| 2020   | Nivå 4 | Division 2 | Norra Svealand | 5         |                                                             |
| 2021   | Nivå 4 | Division 2 | Norra Svealand | 2         | Kvalspel för uppflyttning inställt p.g.a. Covid-19-pandemin |
| 2022   | Nivå 4 | Division 2 | Södra Svealand | 8         |                                                             |
| 2023   | Nivå 4 | Division 2 | Norra Svealand | 1         | Uppflyttning                                                |
| 2024   | Nivå 3 | Ettan      | Norra          | 7         |                                                             |

## Spelare

### Spelartrupp
| Nummer      | Land      | Spelare                    | Födelsedatum      | Kom från         | Moderklubb           |           |
| Målvakter   | Målvakter | Målvakter                  | Målvakter         | Målvakter        | Målvakter            | Målvakter |
| ----------- | --------- | -------------------------- | ----------------- | ---------------- | -------------------- | --------- |
| 31          | Sverige   | Argyrios Gkoulios          | 11 februari 2005  | AIK              | Bollstanäs SK        |           |
| 35          | Sverige   | Edrisa Bojang              | 3 januari 2001    | Motala AIF       | Rågsveds IF          |           |
| Försvarare  |           |                            |                   |                  |                      |           |
| 3           | Sverige   | Isak Hellgren Villegas     | 12 augusti 2001   | Motala AIF       | IF Brommapojkarna    |           |
| 4           | Sverige   | Jonathan Westerberg        | 5 januari 2002    | Europa Point     | IFK Lidingö          |           |
| 5           | Sverige   | Michael Jahn               | 5 januari 1996    | Västerås SK      | Djurgårdens IF       |           |
| 12          | Sverige   | Abiel Sequar               | 3 januari 1999    | Täby FK          | Saltsjöbadens IF     |           |
| 13          | Sverige   | Koray Koc                  | 30 maj 2006       | Karlbergs BK U   | Sverige              |           |
| 18          | Sverige   | Ayo Rupia-Ellis            | 18 juli 2005      | Täby FK          | Sverige              |           |
| 19          | Sverige   | Jonathan Olsson            | 7 januari 1996    | Högaborgs BK     | Påarps GIF           |           |
| 25          | Sverige   | Nino Geiger                | 20 juli 2005      | Karlbergs BK U   | Sverige              |           |
| 26          | Sverige   | Kalle Ward                 | 18 maj 2004       | Karlbergs BK U   | Karlbergs BK         |           |
| Mittfältare |           |                            |                   |                  |                      |           |
| 6           | Sverige   | Modoumatarr Mbye           | 23 augusti 2000   | Piteå IF         | Sverige              |           |
| 7           | Sverige   | Adam Westin                | 22 november 1994  | IFK Viksjö       | IFK Viksjö           |           |
| 8           | Sverige   | Noah Tesfai Negash         | 3 januari 2003    | Sollentuna FK    | Sverige              |           |
| 10          | Sverige   | Alexander Bergendahl Kärki | 24 maj 1996       | Djurgårdens IF   | Sverige              |           |
| 14          | Sverige   | Joel Allard                | 28 juni 2002      | Hammarby TFF     | Trosa-Vagnhärad SK   |           |
| 15          | Sverige   | Viggo Häll                 | 23 augusti 2006   | Karlbergs BK U   | Skogås-Trångsunds FF |           |
| 17          | Sverige   | Hugo Åslund                | 8 oktober 2006    | Sollentuna FK    | IF Brommapojkarna    |           |
| 20          | Sverige   | Oliver Nilsson             | 22 september 1998 | FBK Karlstad     | Hällefors AIF        |           |
| 24          | Sverige   | Lukas Sietsema             | 19 juli 2003      | Österåker United | IFK Österåker        |           |
| Anfallare   |           |                            |                   |                  |                      |           |
| 9           | Sverige   | Kamil Dudziak              | 4 oktober 2001    | Huddinge IF      | Högdalens AIS        |           |
| 11          | Sverige   | Augustin Muyenga           | 7 juli 2000       | Kungsängens IF   | Kungsängens IF       |           |
| 16          | Sverige   | Rasmus Granath             | 20 mars 2004      | Hammarby TFF     | Västerås IK          |           |
| 21          | Sverige   | Ali Khan                   | 16 mars 2001      | FC Järfälla      | Bele Barkarby FF     |           |
| 22          | Sverige   | Rikard Lindqvist           | 28 maj 1997       | IFK Lidingö      | Täby IS              |           |
| 28          | Sverige   | Henry Tenggren             | 17 november 2007  | Österåker United | Åkersberga BK        |           |

## Ishockey
Ishockeyverksamheten inleddes 1923 och kom att bli där föreningen nådde de största framgångarna. Klubben spelade hela 18 säsonger i Sveriges högsta serie, den första 1928/1929 och den senaste 1961/1962. I SM nådde KB semifinal säsongerna 1934, 1940 och 1942. Verksamheten bedrevs framförallt på isar på Stadshagen och Kristinebergs IP men A-laget spelade även utomhus på Stockholms Stadion, enstaka seriematcher på Johanneshovs isstadion och senare på Stora Mossens IP. Ishockeysektionen slogs 1981 samman med Tranebergs IF som idag är en del av Göta/Traneberg. Kända spelare under storhetstiden var Hans "Tjalle" Mild och Rolf "Mackan" Pettersson.

### Säsonger
| Säsong                                    | Division                 | Placering | Vårserie                                | Playoff/Kval                                    |
| ----------------------------------------- | ------------------------ | --------- | --------------------------------------- | ----------------------------------------------- |
| 1926                                      | Klass II                 | 1         |                                         |                                                 |
| 1927                                      | Klass II                 | 1         |                                         | SM: Utslagna i andra kvalomgången av Djurgården |
| 1927/1928                                 | Klass I                  | 1         | uppflyttade                             | SM: Utslagna i kvalomgången av Djurgården       |
| 1928/1929                                 | Elitserien               | 4         |                                         | SM: Utslagna i andra omgången av Södertälje SK  |
| 1929/1930                                 | Elitserien               | 6         |                                         | SM: Utslagna i andra kvalomgången av AIK        |
| 1930/1931                                 | Elitserien               | 7         |                                         | SM: Utslagna i första omgången av AIK           |
| 1931/1932                                 | Elitserien               | 7         | nerflyttade                             | SM: Utslagna i första omgången av Hammarby      |
| 1932/1933                                 | Klass I                  | 5         |                                         | SM: Utslagna i andra omgången av AIK            |
| 1933/1934                                 | Klass I                  | 1         | uppflyttade                             | SM: Utslagna i semifinalen av AIK               |
| 1934/1935                                 | Elitserien               | 6         |                                         | SM: Utslagna i semifinalen av Hammarby          |
| 1935/1936                                 | Svenska serien           | 8         | nerflyttade                             | SM: Utslagna i andra omgången av Hammarby       |
| 1936/1937                                 | Klass I                  | 2         | uppflyttade                             | SM: Utslagna i tredje omgången av Södertälje SK |
| 1937/1938                                 | Svenska serien           | 6         |                                         | SM: Utslagna i andra omgången av Hammarby       |
| 1938/1939                                 | Svenska serien           | 3         |                                         |                                                 |
| 1939/1940                                 | Svenska serien           | 5         |                                         | SM: Utslagna i semifinalen av AIK               |
| 1940/1941                                 | Svenska serien           | 5         | 1:a i undre halvan                      | SM: Utslagna i kvartsfinalen av IK Göta         |
| 1941/1942                                 | Svenska serien           | 6         |                                         | SM: Utslagna i semifinalen av Södertälje SK     |
| 1942/1943                                 | Svenska serien           | 5         |                                         | SM: Utslagna i första omgången av Nacka         |
| 1943/1944                                 | Svenska serien           | 6         |                                         | SM: Utslagna i kvartsfinalen av Södertälje SK   |
| 1944/1945                                 | Division I Norra         | 3         |                                         | SM: Utslagna i kvartsfinalen av IK Göta         |
| 1945/1946                                 | Division I Norra         | 3         |                                         | SM: Utslagna i andra omgången av IK Göta        |
| 1946/1947                                 | Division I Norra         | 5         | nerflyttade                             | SM: Utslagna i andra omgången av Hammarby       |
| 1947/1948                                 | Division II Södermanland | 1         | Kval: Utslagna av Leksand               | SM: Utslagna i andra omgången av Hammarby       |
| 1948/1949                                 | Division II Östra        | 2         |                                         |                                                 |
| 1949/1950                                 | Division II Östra        | 4         |                                         | SM: Utslagna i kvalet av Hagalund               |
| 1950/1951                                 | Division II Östra        | 4         |                                         |                                                 |
| 1951/1952                                 | Division II Östra        | 5         | nerflyttade                             |                                                 |
| 1952–1957 spelade man i lägre divisioner. |                          |           |                                         |                                                 |
| 1957/1958                                 | Division II Västra A     | 4         |                                         |                                                 |
| 1958/1959                                 | Division II Västra A     | 1         | 2:a i kvalserien, uppflyttade           | 2:a i kvalserien, uppflyttade                   |
| 1959/1960                                 | Division I Södra         | 8         | nerflyttade                             | nerflyttade                                     |
| 1960/1961                                 | Division II Östra B      | 1         | 2:a i kvalserien, uppflyttade           | 2:a i kvalserien, uppflyttade                   |
| 1961/1962                                 | Division I Norra         | 8         | 5:a i kvalificeringsserien, nerflyttade | 5:a i kvalificeringsserien, nerflyttade         |
| 1962/1963                                 | Division II Östra B      | 4         |                                         |                                                 |
| 1963/1964                                 | Division II Östra B      | 6         |                                         |                                                 |
| 1964/1965                                 | Division II Östra B      | 9         | nerflyttade                             | nerflyttade                                     |

## Bandy
Bandyverksamheten kom igång 1921. Sektionen blev vilande 2003.

## Innebandy
Från hösten 2017 har Karlbergs BK en innebandysektion.